# Скот Саймон
Скот Саймон (англ. Scot Symon, 9 травня 1911, Еррол — 30 квітня 1985, Глазго) — шотландський футболіст, що грав на позиції флангового півзахисника. По завершенні ігрової кар'єри — тренер. З 2013 року входить до Зали слави шотландського футболу.

## Клубна кар'єра
У дорослому футболі дебютував 1930 року виступами за «Данді Юнайтед», в якій провів п'ять сезонів, взявши участь у 150 матчах чемпіонату, після чого протягом 1935—1938 років захищав кольори клубу англійського вищого дивізіону «Портсмут».
1938 року повернувся на батьківщину, де став гравцем «Рейнджерса». У першому ж сезоні 1938/39 Саймон з клубом став чемпіоном Шотландії, втім його кар'єра була перервана Другою світовою війною, під час якої він зіграв понад 250 матчів у регіональному турнірі, вигравши усі шість розіграшів змагання. У сезоні 1946/47 був відновлений чемпіонат Шотландії, який став чемпіонським для «Рейнджерса», і по його завершенні Саймон завершив кар'єру футболіста.

## Виступи за збірну
7 грудня 1938 року зіграв свою єдину гру у складі національної збірної Шотландії в товариській грі проти Угорщини на «Айброксі» в Глазго. Також грав за збірну Шотландії з крикету.

## Кар'єра тренера
Розпочав тренерську кар'єру відразу ж по завершенні кар'єри гравця, 1947 року, очоливши тренерський штаб клубу «Іст Файф». З командою 1949 року став володарем Кубка шотландської ліги, а наступного року став фіналістом Кубка Шотландії, а також зайняв найвище 4-те місце в чемпіонаті.
Протягом сезону 1953/54 очолював англійський «Престон Норт-Енд», зайнявши 11-е місце в Першому дивізіоні, і вийшовши у фінал Кубка Англії, де програв «Вест Бромвічу» (2:3).
1954 року став головним тренером «Рейнджерса» і тренував команду з Глазго тринадцять років. За цей час клуб шість разів виграв національний чемпіонат, п'ять Кубків Шотландії і чотири Кубка ліги. В цей же час клуб брав участь у Кубку володарів кубків і у 1961 та 1967 роках ставав фіналістом змагань. В листопаді 1967 року Саймон був сенсаційно звільнений, хоча «рейнджери» тоді були лідерами національної першості. При цьому йому запропонували зайняти посаду спортивного директора в клубі, яку він відкинув. Він очолював команду протягом 13 років і 139 днів, за цей час очолюючи команду у 681 матчах (445 перемог, 114 нічиїх і 122 поразок, 65,34% виграшів).
Останнім місцем тренерської роботи був клуб «Партік Тісл», головним тренером команди якого Скот Саймон був з 1968 по 1970 рік.
Помер 30 квітня 1985 року на 74-му році життя.

## Титули і досягнення

### Як гравця
- Чемпіон Шотландії (2):

«Рейнджерс»: 1938–39, 1946–47

### Як тренера
- Чемпіон Шотландії (6):

«Рейнджерс»: 1955–56, 1956–57, 1958–59, 1960–61, 1962–63, 1963–64
- Володар Кубка Шотландії (5):

«Рейнджерс»: 1960, 1962, 1963, 1964, 1966
- Володар Кубка шотландської ліги (5):

«Іст Файф»: 1949
«Рейнджерс»: 1961, 1962, 1964, 1965